# Sant Andreu Salou

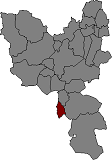
Położenie gminy Sant Andreu Salou na mapie comarki Gironès.

Sant Andreu Salou – gmina w Hiszpanii,  w Katalonii, w prowincji Girona, w comarce Gironès.
Powierzchnia gminy wynosi 5,98 km². Zgodnie z danymi INE, w 2004 roku liczba ludności wynosiła 152, a gęstość zaludnienia 25,42 osoby/km². Wysokość bezwzględna gminy równa jest 132 metry. Kody pocztowe we wszystkich miejscowościach na terenie gminy rozpoczynają się od liczby 17.

## Miejscowości
W skład gminy Sant Andreu Salou wchodzą cztery miejscowości, w tym miejscowość gminna o tej samej nazwie:
- Sant Andreu Salou – liczba ludności: 15
- Veïnat de Baix – 40
- Veïnat de Dalt – 49
- Veïnat dels Boscos – 48

## Demografia
| 1991 | 1996 | 2001 | 2004 |
| ---- | ---- | ---- | ---- |
| 137  | 146  | 137  | 152  |